# Northvolt
Northvolt AB – szwedzkie przedsiębiorstwo projektowo-wytwórcze, specjalizujące się w technologii akumulatorów litowo-jonowych do pojazdów elektrycznych. W 2025 r. przedsiębiorstwo złożyło wniosek o upadłość. 

## Historia
Przedsiębiorstwo zostało założone jako SGF Energy w 2015 r. przez Petera Carlssona (obecnie prezesa), który był wcześniej dyrektorem w Tesla Motors. W 2017 r. zmieniło nazwę na Northvolt. Profil produkcji to akumulatory do pojazdów elektrycznych. W maju 2019 r. Europejski Bank Inwestycyjny zaoferował pożyczkę w wysokości 3,5 miliarda SEK (około 350 milionów euro). Maroš Šefčovič, ówczesny komisarz UE ds. Energii, powiedział: „z zadowoleniem przyjmuję znaczące wsparcie zaproponowane przez EBI dla wielkiej wytwórni Northvolt jako odskocznię do budowy konkurencyjnego, zrównoważonego i innowacyjnego łańcucha wartości z ogniwami akumulatorowymi produkowanymi na dużą skalę, tutaj, w Europie”. Volkswagen zainwestował 1,4 mld euro w Northvolt co przełożyło się na 20% udziałów w przedsiębiorstwie. 
W 2021 r. Peter Carlsson zapowiedział zainwestowanie 200 mln dolarów w budowę w Gdańsku "największej w Europie fabryki systemów magazynowania energii". W grudniu 2021 gdański oddział przedsiębiorstwa podpisał umowę o współpracy z Politechniką Gdańską i Politechniką Poznańską. W listopadzie 2024 r. gdańska fabryka została wystawiona na sprzedaż, a w lutym 2025 r. poinformowano o dokonaniu jej zakupu przez inny podmiot.
Od 2024 r. sytuacja przedsiębiorstwa znacząco się pogarszała. 21 listopada 2024 r. spółka złożyła wniosek o ochronę przed bankructwem w Stanach Zjednoczonych. Wśród problemów Northvolt wymieniany jest m.in. spadek zamówień od producentów samochodów wynikający z powolnej elektryfikacji transportu, konkurencja ze strony chińskich producentów, trudności produkcyjne oraz wysokie koszty operacyjne.  W marcu 2025 r. koncern Northvolt złożył w sądzie w Sztokholmie wniosek o upadłość. Przez szwedzkie media ta upadłość jest nazywana największą w historii współczesnej Szwecji. 

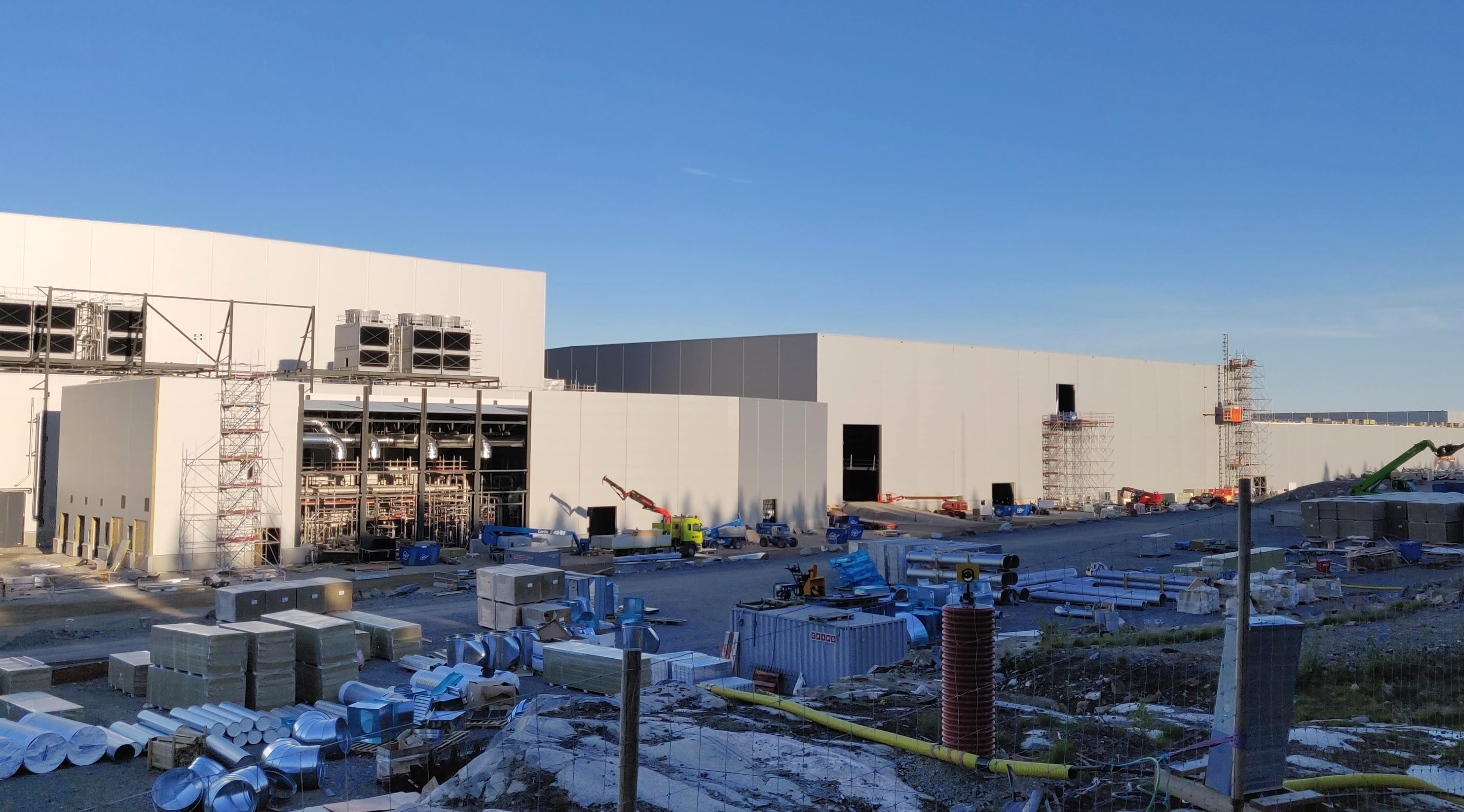
Budowa fabryki Northvolt w szwedzkim Skellefteå (2021)

## Zakłady produkcyjne
- Västerås, Szwecja (laboratoria i biuro konstrukcyjne)[12]
- Skellefteå, północna Szwecja[1]
- Salzgitter, Niemcy[1]
- Gdańsk, Polska[13]